# Kenneth Boulding
Kenneth Ewart Boulding (Liverpool, Inglaterra, 18 de enero de 1910-18 de marzo de 1993, Boulder, Colorado) fue un conocido economista, que en su momento fuera nombrado presidente de la 'American Economic Association' y de la 'American Association for the Advancement of Sciences'.

## Biografía
Boulding fue hijo único y el primero de su familia en lograr cursar estudios superiores a la educación básica. Se graduó en la universidad de Oxford, y le concedieron la ciudadanía estadounidense en 1948. Desde 1932 hasta 1934, ha sido parte del plantel de Harvard University. Entre 1949 y 1967, fue miembro del cuerpo docente de la Universidad de Míchigan. En 1967 se unió a la facultad de la Universidad de Colorado en Boulder, donde permaneció hasta su jubilación. Llegó a ser el presidente de numerosas sociedades académicas incluyendo la American Economic Association, la Sociedad para la Investigación de Sistemas Generales, y la Asociación Estadounidense para el Avance de la Ciencia. No solo era un prolífico escritor y un integrador creativo del conocimiento, sino un académico de talla mundial, de hecho, una figura magistral en la disciplina de las ciencias sociales. Para Boulding, la economía y la sociología no eran ciencias sociales, más bien, eran todos los aspectos de una única ciencia social dedicada al estudio de los seres humanos y sus relaciones (organizaciones). Boulding encabezó un acercamiento evolutivo a las ciencias económicas.
Boulding y su esposa Elise, eran miembros activos de la Sociedad Religiosa de los Amigos o Cuáqueros. Tomó parte en las reuniones de los cuáqueros, sirvió en los comités y habló con y acerca de los Amigos. Los dos eran miembros de las reuniones en Nashville, Tennessee, Ana Arbor, Míchigan, y Boulder (Colorado). Curiosamente, a pesar de que tartamudeaba, cuando el ministraba en una reunión de Amigos, hablaba con claridad. En marzo de 1971, incluso llevó a cabo una vigilia silenciosa en la sede del Comité de Servicio de Amigos Americanos en Filadelfia para protestar contra lo que él consideraba su distanciamiento de los cuáqueros. Él escribió el extensamente difundido " hay un Espíritu, " una serie de sonetos escritos en 1945 basado en la última declaración del Cuáquero del 17o siglo James Nayler. *  Hay un espíritu: Sonetos inspirados por un fragmento de James Nayler
Boulding hizo hincapié en que la economía humana y otros comportamientos son parte de un gran sistema interconectado. Para entender los resultados de nuestro comportamiento económico o el que sea, primero debemos investigar y desarrollar un entendimiento científico de la eco-dinámica del sistema general, la sociedad global en la cual vivimos, en todas sus dimensiones materiales y espirituales. Boulding creyó que en la ausencia de un comprometido esfuerzo para la correcta investigación y comprensión de las ciencias sociales, la especie humana bien podría ser condenada a la extinción. Pero murió optimista, creyendo que nuestro viaje evolutivo acababa de comenzar.

## Teoría General de Sistemas
En 1956, Kenneth Boulding escribió un artículo que tituló “la teoría general de sistemas y la estructura científica”. Este artículo se considera importante porque revolucionó el pensamiento científico y planteó la siguiente clasificación para los sistemas:
Nivel 1. Estructura Estática: Lo que se podría llamar el nivel de los marcos. Esta es la geografía y la anatomía del universo - los patrones de los electrones alrededor del núcleo, el patrón de los átomos en una fórmula molecular, la disposición de los átomos en un cristal, la anatomía del gen, la célula, la planta, el animal, la asignación de la tierra, el sistema solar, el universo astronómico. La descripción exacta de estos marcos es el principio del conocimiento teórico organizado en casi cualquier campo, ya que sin precisión en la descripción de relaciones estáticas ninguna teoría precisa funcional o dinámica es posible. Así, la revolución copernicana fue realmente el descubrimiento de un nuevo marco estático del sistema solar que permite una descripción más simple de su dinámica.
Nivel 2. Mecánico o de relojería: Este podría llamarse el nivel de mecanismos de relojería. El sistema solar es, por supuesto, el gran reloj del universo desde el punto de vista del hombre, y las predicciones deliciosamente exactas de los astrónomos son un testimonio de la excelencia del reloj que ellos estudian. Las máquinas simples como la palanca y la polea, incluso máquinas más complicadas como las máquinas de vapor y dinamos recaen principalmente en esta categoría. La mayor parte de la estructura teórica de la física, la química, e incluso de la economía entra en esta categoría.
Nivel 3. Cibernético o de equilibrio: podría ser apodado el nivel del termostato. Este difiere del sistema simple de equilibrio estable, principalmente en el hecho de que la transmisión y la interpretación de la información es una parte esencial del sistema. Como resultado de esto, la posición de equilibrio no es sólo determinada por las ecuaciones del sistema, sino que el sistema se moverá hacia el mantenimiento de cualquier equilibrio dado, dentro de los límites. Así, el termostato mantendrá cualquier temperatura a la cual se puede establecer, la temperatura de equilibrio del sistema no está determinado únicamente por sus ecuaciones. El truco, por supuesto, es que la variable esencial del sistema dinámico es la diferencia entre un estado "observado" o "registrado" el valor de la variable de mantenimiento y su valor "ideal". Si esta diferencia no es cero, el sistema se mueve con el fin de disminuirla, por lo que el horno envía el calor cuando la temperatura registrada es "demasiado fría" y se apaga cuando la temperatura registrada es "demasiado caliente".
Nivel 4. Estructura de autorreproducción o de célula: Sistemas abiertos o estructuras automantenimiento. Este es el nivel en el que la vida empieza a diferenciarse de la no vida.
Nivel 5. Genético asociativo o nivel de las plantas: Las características más destacadas de estos sistemas (estudiados por los botánicos) están en primer lugar, una división del trabajo con partes diferenciadas y mutuamente dependientes (raíces, hojas, semillas, etc), y en segundo lugar, una diferenciación clara entre el genotipo y el fenotipo, asociada con el fenómeno de la equifinal o "huella" de crecimiento.
Nivel 6. Mundo animal: Nivel caracterizado por una mayor movilidad, comportamiento teleológico y conciencia de sí mismo, con el desarrollo de los receptores de la información especializada (ojos, oídos, etc) que conduce a un enorme incremento en el consumo de información.
Nivel 7. Humanos: Además de todas las características de los animales el hombre posee sistemas de autoconciencia (pasado y porvenir), que es algo distinto de la mera conciencia.
Nivel 8. Organizaciones sociales: El hombre aislado de sus compañeros, es prácticamente desconocido. Tan esencial es la imagen simbólica de la conducta humana que se sospecha que un hombre verdaderamente aislado no sería "humano" en el sentido generalmente aceptado, a pesar de que sería potencialmente humanos. Sin embargo, es conveniente para algunos propósitos para distinguir el ser humano individual como un sistema de los sistemas sociales que lo rodean, y en este sentido, las organizaciones sociales puede decirse que constituyen otro nivel de organización. La unidad de estos sistemas no es tal vez la persona, pero el "papel" - que parte de la persona que se ocupa de la organización o la situación en cuestión. Organizaciones sociales, se podría definir como un conjunto de funciones ligadas con los canales de comunicación.
Nivel 9. Sistemas trascendentes: Los últimos y absolutos, ineludibles incógnitas, que también muestran una estructura sistemática y de relación. Será un día triste para el hombre cuando a nadie se le permite hacer preguntas que no tienen ninguna respuesta.
Este esquema tiene la ventaja de que nos da alguna idea sobre la presencia de vacíos presentes tanto en el conocimiento empírico como teórico. Por ejemplo, los modelos teóricos adecuados se extienden hasta el cuarto nivel (los sistemas abiertos) y no mucho más allá. El conocimiento empírico es deficiente, prácticamente en cada nivel.

## Obras
- Economic Analysis, (Harper & Brothers, 1941).[1]
- The Economics of Peace, (Prentice Hall, 1945).[2][3]
- There is a Spirit: The Nayler Sonnets (Fellowship Publications, 1945).
- A Reconstruction of Economics, (J. Wiley, 1950).
- The Organizational Revolution: A Study in the Ethics of Economic Organization, (Harper & Brothers, 1953).[4]
- The Image: Knowledge in Life and Society, (University of Michigan Press, 1956).[5]
- The Skills of the Economist, (H. Hamilton, 1958).[6]
- Principles of Economic Policy, (Prentice-Hall, 1958).[7]
- Conflict and Defence: A General Theory, (Harper & Bros., 1962).[8]
- The Meaning of the Twentieth Century: the Great Transition, (Harper & Row, 1964).[5]
- The Impact of the Social Sciences, (Rutgers University Press, 1966).
- Beyond Economics: Essays on Society, Religion, and Ethics, (University of Michigan Press, 1968).[9]
- Economics as a Science, (McGraw-Hill, 1970).
- A Primer on Social Dynamics: History as Dialectics and Development, (Free Press, 1970).[9]
- Economics, (Colorado Associated University Press, 1971).
- Political Economy, (Colorado Associated University Press, 1973).
- The Economy of Love and Fear: A Preface to Grants Economics, (Wadsworth, 1973).
- Toward a General Social Science, (Colorado Associated University Press, 1974).
- International Systems: Peace, Conflict Resolution, and Politics, (Colorado Associated University Press, 1975).
- Sonnets from the Interior Life, and Other Autobiographical Verse, (Colorado Associated University Press, 1975).
- Stable Peace, (University of Texas Press, 1978).
- Ecodynamics: A New Theory of Societal Evolution, (Sage, 1978).[10]
- Beasts, Ballads, and Bouldingisms: A Collection of Writings, (Transaction Books, 1980).
- Evolutionary Economics, (Sage, 1981).[11][12][13]
- Toward the Twenty-First Century: Political Economy, Social Systems, and World Peace, (Colorado Associated University Press, 1985).
- Human Betterment, (Sage, 1985).[14][15]
- The World as a Total System, (Sage, 1985).
- Mending the World: Quaker Insights on the Social Order, (Pendle Hill Publications, 1986).
- Three Faces of Power, (Sage, 1989).
- Towards a New Economics: Critical Essays on Ecology, Distribution, and Other Themes, (Edward Elgar, 1992).
- The Structure of a Modern Economy: the United States, 1929-89, (Macmillan, 1993).
- Hay un espíritu: Sonetos inspirados por un fragmento de James Nayler